# 太子免
太子免（？—前707年），妫姓，名免，中国春秋时期陈国的公子，陈桓公的太子。
前707年，陈桓公去世后，陈国内乱，陈文公子陈佗杀太子免，自立为君。两次发出陈桓公去世的布告。